# П'єр Д'Обюссон
П'єр д'Обюссон (1423-1503) — 40-й Великий магістр лицарів-госпітальєрів (з 1476 р. до 1503 р.), кардинал і папський легат в Азії.

## Біографія
П'єр д'Обюссон, народився в 1423 році в замку Монтейль (сьогодні Ле-Монтей-о-Віконт в Крезі), помер у 1503 році на Родосі. Його прозвали «щитом християнства». Був п'ятим сином Рейно, лорда Монтейла (пізніше Ла-Борна), із династії виконтів Обобссона. В 1444 році він воював в складі французьких військ проти швейцарців, після чого отримав дозвіл від короля Карла VII вступити в орден госпітальєрів.

### Служба в ордені
П'єр д'Обюссон був прийнятий до ордена госпітальєрів у Великому пріорі Бурганефа в 1453 році, і, ймовірно, отримав посвяту в лицарі наступного року на Родосі, де проживав майже постійно до своєї смерті. У 1456 році він здійснив місію у Франції та переконав короля Карла VII взяти участь в обороні Родосу. Монарх надав йому 16 000 золотих крон, які Д'Обюссон використав для придбання зброї та артилерії.
П'єр д'Обюссон був призначений командувачем Салена (1454 р.), командувачем Набейрона в 1465 році (родові землі Обюссонів, поблизу Крока), потім приором Люрею (1472 р.). Під час своєї служби він завоював довіру Великих магістрів, яких він замінив у служінні, або яким допомагав, зокрема, під час здійснення фортифікаційних робіт міста Родос та фортець Додеканесу. У січні 1476 р. Він став пріором Бурганефа, змінивши на цій посаді Джехана Котте, який обіймав цю посаду з 1450 р.

### Великий магістр ордена на Родосі

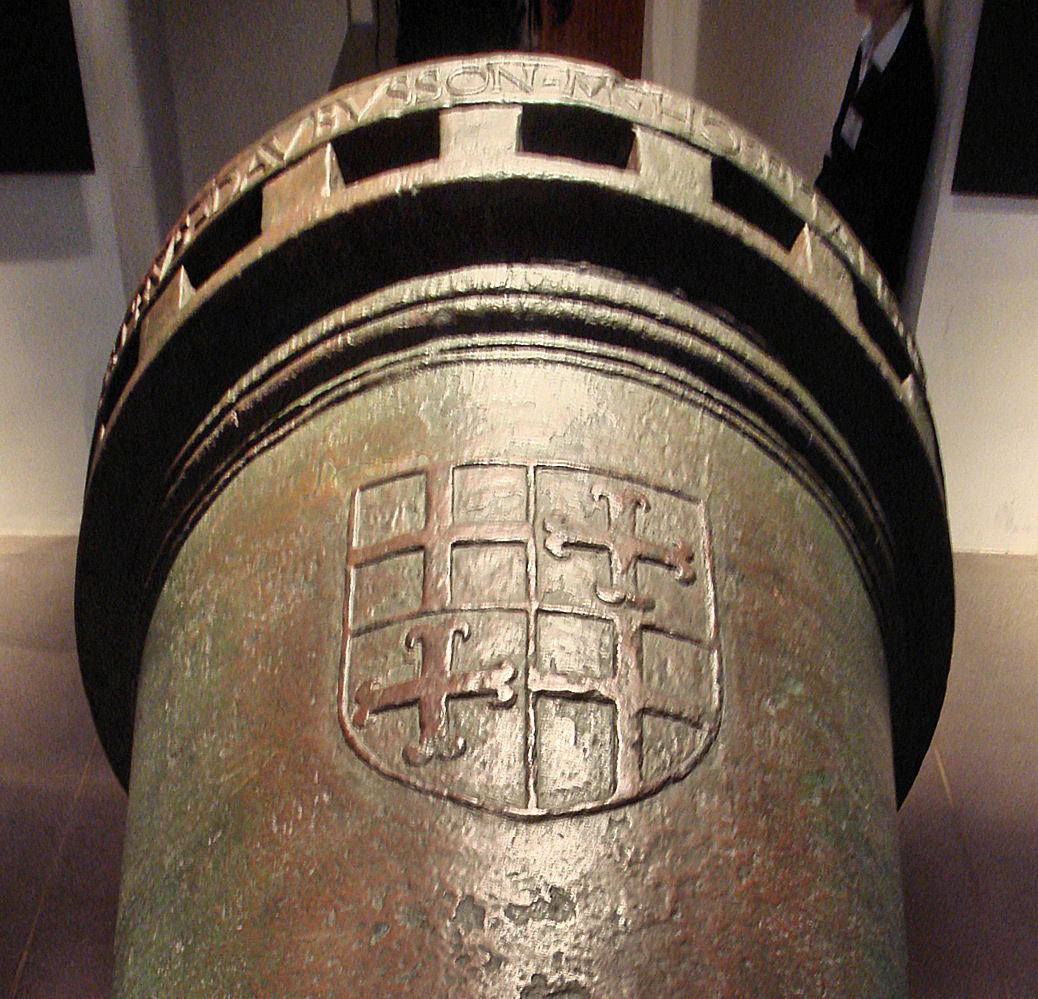
Герб П'єра д'Обюссона на бомбарді

17 червня 1476 р. одноголосним голосуванням членів Ради ордена П'єр д'Обюссон був вибраний Великим магістром госпітальєрів, замінивши Джованні Баттісту Орсіні. Він звертався до аристократичних домів Європи просячи про допомогу. Йому вдалось залучити кошти від Сікста IV та Людовика XI. Завдяки зусиллям він зміг зібрати близько 450 лицарів і 2000 допоміжних воїнів, зокрема з Франції і Італії.
У червні 1480 р. за наказом Мехмета II Фатіха турецька армія чисельністю 50 000 — 60 000 чоловік взяла в облогу Родос. Двічі османи зазнали невдачі у своїх спробах захопити Форт Святого Миколая — ключ до оборони Родосу. Місто постійно обстрілювалось артилерією (за приблизними оцінками здійснено понад 1000 обстрілів). Під час третього нападу на мури в єврейському кварталі на сході міста (кінець липня) османам вдалося закріпитися всередині укріплень, але після жорстокого бою вони були відбиті. П'єр д'Обюссон був п'ять разів поранений під час бою, проте лицарі змогли вистояти.

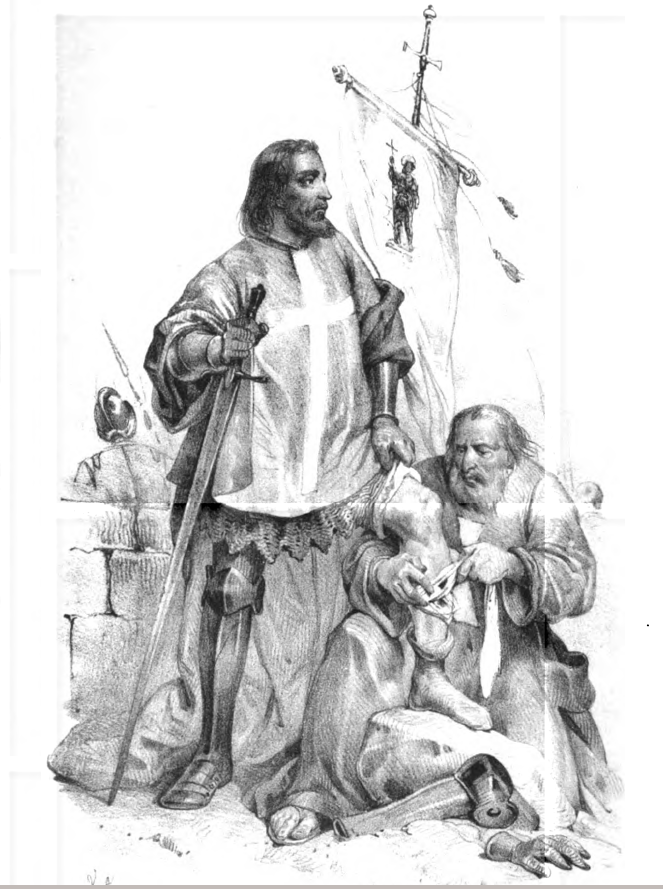
П'єр д'Обюссон, якому обробляють рану

Облога була знята в період з 15 по 18 серпня через значні втрати нападників в боях та від дизентерії (загалом принаймні 9000 чоловік).
Після завершення облоги П'єр д'Обюссон почав реконструювати та посилювати укріплення, зокрема було зменшено кількість воріт з семи до чотирьох, відкриті частини стін посилено валами, обкладеними каменем, а ворота, які було залишено посилено додатковими укріпленнями — баштами та бастіонами, розширено оборонний рів.

Мехмет II помер у травні 1481. Два його сини, Баязид II та Джем конкурували за право спадкоємства, проте останній програє та змушений просити притулку у П'єра д'Обюссона на Родосі. Джем став «гостем» госпітальєрів 29-30 липня 1482 року, проте насправді фактично він був їх заручником. Його довірили племіннику Великого магістра Гі де Бланшфору, який змінив його на чолі великого пріору Оверня, щоб той доправив його до континентальної Європи, де він перебував в різних командуваннях ордену. В командуванні приору Бурганефа була побудована так звана башта Зізім, в якій утримувався Джем. За утримання брата Баязид заплатив 40 000 дукатів. У 1486 р. в Римі були розпочаті переговори між агентами П'єра д'Обюссона, головним серед яких його віце-канцлер Гійом Каурсен, та папою Інокентієм VIII. В обмін на титул кардинала (з 1489 року) і папського легата в Азії, присвоєний П'єру д'Обюссону, а також обіцянки папи не втручатися у призначення на посади в ордені госпітальєрів, Джем буде переданий Інокентію VIII. Він покинув Бурганеф 10 листопада 1488 р. і прибув до Риму 13 березня 1489 р., де перебував у Замку Святого Ангела. Незабаром Баязид запропонував Папі Олександру VI Борджії «визволити Джема від мук цього світу», заплативши суму в 300 000 дукатів, але Папа не відповів на цю пропозицію. Джема в 1494 році передали королю Франції Карлу VIII, який вторгнувся в Італію під час Італійської війни. Джем за невідомих обставин помер в Капуї наступного року.

Герб П'єра д'Обюссона

З 1481 р. П'єр д'Обюссон здійснив реформу статуту ордену, а залучені внаслідок часткового перемир'я з османами фінанси дозволили йому продовжувати роботу з реконструкції укріплень Родосу та Додеканезу. Він вигнав з острова всіх дорослих євреїв, примусово охрестивши їх дітей. Щоб протистояти експансії Османської імперії, він постійно марно закликав правителів західних країн організувати хрестовий похід. Спроба організувати такий спільний похід на Лесбос була в 1501 році.
В 1487 році султан Баязид II подарував великому магістру священну реліквію — праву руку святого Іоанна Хрестителя, якою його батько заволодів під час захоплення Константинополя.
Докладніше: Падіння Константинополя
П'єр д'Обюссон помер на Родосі 3 липня 1503 р. Похований у церкві Святого Іоана. Його мавзолей був зруйнований у невизначений час, після захоплення Родосу турками в 1523 році.
Докладніше: облога Родосу.